# Jean Chastel
Ne doit pas être confondu avec Jean Châtel ou Jean Chatel.
Jean Chastel, baptisé le 31 mars 1708 au village de Darnes — paroisse de La Besseyre-Saint-Mary (France) — et mort le 6 mars 1789 dans la même paroisse, est un paysan de l'Ancien Régime connu pour avoir tué la Bête du Gévaudan.

## Biographie
Jean Chastel naît aux confins du Languedoc et de l'Auvergne, dans le village de Darnes, sur la paroisse (et aujourd'hui commune) de La Besseyre-Saint-Mary (département de la Haute-Loire). Fils de Claude Chastel,, et de Jeanne Vergognoux (ou Bergonhon, Bergounioux),
, il est baptisé le 31 mars 1708. Il a pour parrain son oncle paternel Jean Chastel et pour marraine sa tante maternelle par alliance Hélix (= Alix) Chaleil (épouse de Pierre Bergounioux) qui demeurent tous deux à Paulhac-en-Margeride, au lieudit Vachaleries (= Vachelleries).
Le 22 février 1735, il épouse dans sa paroisse natale Anne Charbonnier, fille d'un palefrenier. De cette union naîtront cinq filles et quatre garçons :
- Jeanne, le 24 février 1736[11]. Elle meurt le 20 novembre 1808, célibataire, à La Besseyre-Saint-Mary[12] ;
- Agnès, le 28 mars 1737[13], morte en bas âge ;
- Pierre, le 8 mars 1739[14]. Il épouse le 23 février 1762, à La Besseyre-Saint-Mary, Catherine Chabanel du Besset (8 avril 1739 à La Besseyre-Saint-Mary - 18 janvier 1781 au même lieu), fille de Jean Chabanel et feue Anne Biscarrat[15] ; le baptême de Jean, le 17 août 1762, indique que ce mariage a prévenu une naissance illégitime[16]. Il meurt le 16 décembre 1823 à La Besseyre-Saint-Mary[17] ;
- Agnès, le 14 janvier 1741[18], morte en bas âge ;
- Claude, le 3 juin 1742[19], mort en bas âge ;
- Jeanne Marie, le 4 août 1743[20], morte en bas âge ;
- Jean Antoine, le 20 avril 1745[21]. Il épouse le 28 janvier 1778, à La Besseyre-Saint-Mary, Catherine Charitat (20 novembre 1753 à Saugues - 27 ventôse an XIII/18 mars 1805 à La Besseyre-Saint-Mary), fille de défunts Jean-Pierre Charitat et Marie Teyssier[22]. Il meurt le 30 mai 1823 à La Besseyre-Saint-Mary[23] ;
- Catherine, le 4 avril 1747[24], morte en bas âge ;
- Jean François, le 25 juin 1749[25]. Il meurt, présumé célibataire, le 27 avril 1821 à Paulhac-en-Margeride[26].

Pour plusieurs de ces neuf enfants (les deux filles prénommées Agnès ; le fils Claude ; les cadettes Jeanne Marie et Catherine), on ne trouve aucun acte de mariage. Mais l'examen des registres paroissiaux de La Besseyre-Saint-Mary révèle qu'à cette époque, le curé n'enregistrait pas les enterrements d'enfants. Ils sont donc présumés morts en bas âge.
Jean Chastel est surnommé de la masca, sobriquet qui signifie en occitan (fils) de la sorcière. Contrairement aux paysans alors très souvent illettrés, il sait écrire et signe fréquemment les actes paroissiaux.
Chasseur émérite, braconnier à l'occasion, il exerce les activités de brassier et de cabaretier.
Veuf depuis le printemps 1787, il meurt le 6 mars 1789 à La Besseyre-Saint-Mary, âgé d'environ 82 ans, et est inhumé le lendemain au cimetière paroissial. Une stèle à sa mémoire, sculptée par Philippe Kaeppelin, est inaugurée à La Besseyre-Saint-Mary en juillet 1995.
Il a pour frère et sœur :
- Jean-Pierre Chastel (1714-1779)[30],[31], un homme en fuite condamné à mort pour le meurtre de son neveu Joseph Pascal[32] ;
- Jeanne Chastel (1717-1736)[33],[34].

## La Bête du Gévaudan
Le nom de Jean Chastel apparaît pour la première fois dans l'affaire de la Bête le 13 février 1765. Participant à une chasse avec ses fils, il fait observer que l'animal marche sur trois pattes et boite — plus tard, il niera cette affirmation.

### Altercation avec des gardes-chasses royaux
Le 16 août 1765 François Antoine, porte-arquebuse que Louis XV a envoyé de Fontainebleau, traque la Bête près de Saugues. Dans un bois voisin, les gardes-chasses du roi Pélissier et Lachenay cherchent un passage. Apercevant Jean Chastel et deux de ses fils, ils leur demandent si l'endroit ne cache pas de tourbières. Les paysans se montrant rassurants, les cavaliers avancent et s'embourbent. Les Chastel rient de la scène, sans venir à leur secours. Pelissier empoigne le plus jeune fils et menace de le conduire en prison. Le père et le frère pointent leurs armes. Lachenay se précipite sur le premier, dont il parvient à détourner le fusil.
Les gardes-chasses rapportent l'incident à leur commandant,. François Antoine donne l'ordre d'incarcérer les Chastel à Saugues : « J'ai l'honneur d'informer (…) du détail et de la hardiesse de ces mauvaises gens d'avoir osé coucher en joue nos dits gardes à brûle-pourpoint. Il est fort heureux qu’ils ne les aient pas tués et ce qu'ils auraient bien mérité en pareille occasion ». Les juges et consuls de la ville reçoivent cette consigne : « Ne les laissez sortir que quatre jours après notre départ de cette province ! ».
Toutefois, rien ne prouve que les inculpés soient Jean Chastel et ses fils car ils ont des homonymes. Mais quelle que soit l'identité des prisonniers, l'arrêt avéré des attaques durant leur incarcération pose question.

### Mort de la Bête

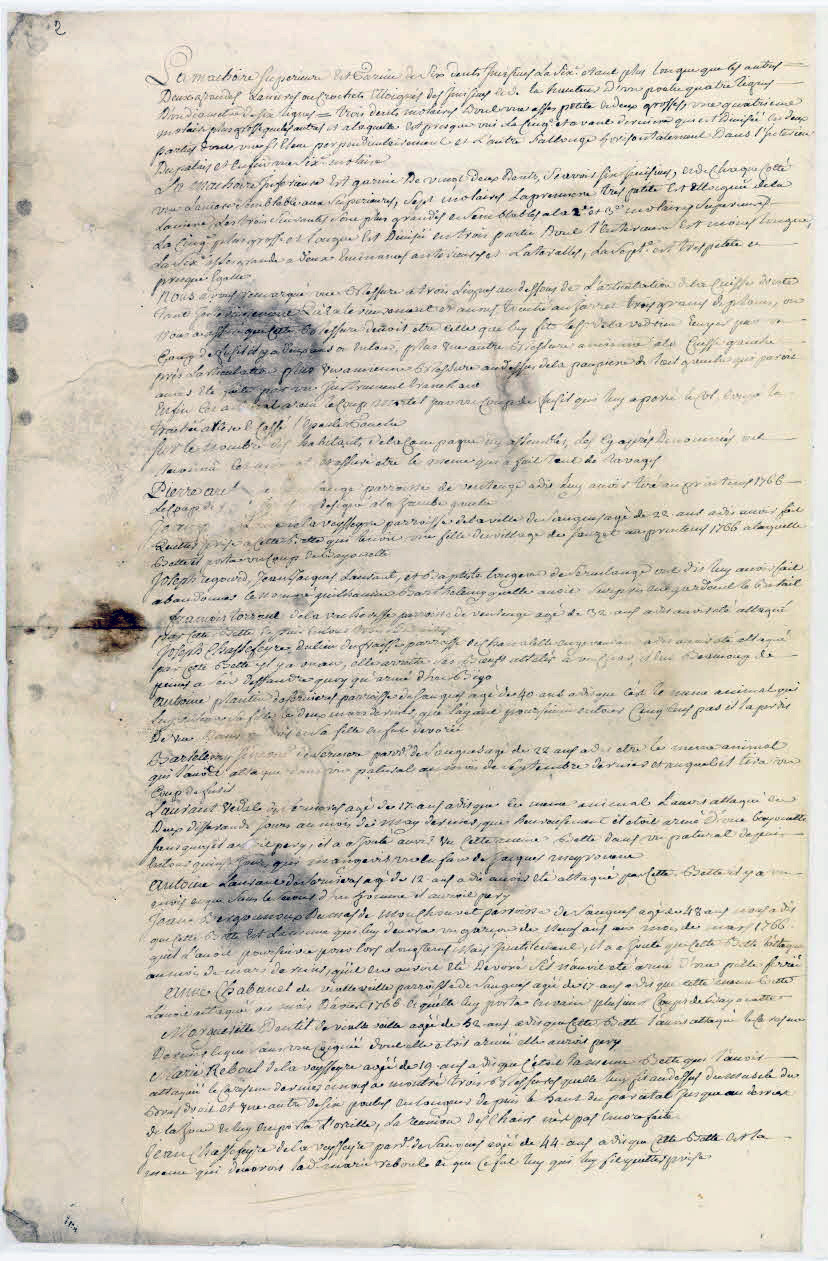
Procès verbal d’examen du corps de la “bête du Gevaudan” Archives Nationales - AE-II-2927.

Fin septembre 1765, François Antoine abat un gros loup près de Saint-Julien-des-Chazes, en Auvergne. Il se hâte de l'empailler puis l'emporte à Versailles. Le roi considère qu'il s'agit de la Bête et ses troupes quittent le pays. Mais dès novembre, des rumeurs de nouvelles attaques se répandent. Les agressions mortelles reprennent de plus belle et endeuillent toute l'année 1766.
Le 16 mai 1767, Marie Denty est dévorée par la Bête. Âgée d'environ 12 ans, elle demeurait au hameau de Sept Sols situé à deux kilomètres au sud de La Besseyre-Saint-Mary. Elle est inhumée le lendemain ; Jean Chastel contresigne son acte mortuaire.
Le 18 juin 1767, on rapporte au marquis Jean-Joseph d'Apcher que la Bête a été aperçue la veille sur les paroisses de Nozeyrolles et de Desges. Dans cette dernière, au village de Lesbinières, elle a égorgé Jeanne Bastide, âgée de 19 ans. Le marquis décide d'organiser le lendemain une battue au mont Mouchet, dans le bois de la Ténazeyre. Quelques volontaires l'accompagnent, dont Jean Chastel.
Le lendemain, Jean Chastel charge son fusil d'une balle et de cinq chevrotines. Au lieudit la sogne d’Auvers, il abat un animal de grande taille qui ressemble à un loup : « (Jean Chastel) tomba (la Bête) d’un coup de fusil qui la blessa à l’épaule. Elle ne bougea guère et d’ailleurs fut assaillie de suite d’une troupe de bons chiens de chasse de M. d’Apcher. Dès qu’on la vit hors d’état de pouvoir faire des victimes, elle fut chargée sur un cheval et portée au château de Besque, paroisse de Charraix dans le Gévaudan, près des frontières d’Auvergne ». Dès lors, les attaques cessent définitivement.
Conduite à Paris, la dépouille est examinée par le célèbre naturaliste Buffon. Elle est probablement enfouie sous l'ancien Hôtel de la Rochefoucauld, à l'emplacement des actuels nos  14 à 18 de la rue de Seine.
Les commissaires du diocèse gratifient Jean Chastel de 72 livres, une somme modeste : « M. le receveur des tailles du diocèse de Mende (…) payera au nommé Chastel la somme de 72 livres de gratification pour avoir tué le 19 juin dernier dans une chasse exécutée sous les ordres de M. le marquis d'Apcher une Bête qu'on présume, attendu la suspension des malheurs depuis ledit temps, être celle qui les causait dans la partie du Gévaudan qui avoisine l'Auvergne du côté de Saugues, sans préjudice audit Chastel de solliciter et d'obtenir de plus grandes gratifications, surtout dans le cas où les malheurs auraient par la suite entièrement cessé ».

### Spéculations et légendes

#### Un animal dressé pour tuer
Une thèse soutient que Jean Chastel aurait dressé l'animal pour qu'il tue des humains. Le poète Henri Pourrat et le romancier Abel Chevalley imaginent qu'un des fils Chastel, Antoine, a fui très jeune sa terre natale avant d'être capturé en mer Méditerranée par des pirates musulmans. Ceux-ci l'ont émasculé mais instruit dans le domptage d'animaux féroces. Rentré aigri au pays, il domestique une bête sauvage et lui apprend à s'attaquer aux humains. Les romans La Bête du Gévaudan (1936) et Histoire fidèle de la Bête en Gévaudan (1946) reprennent  cette thèse qui influencera plusieurs auteurs.
Prenant le contrepied de cette supposition, des « éthologues » dont Gérard Ménatorys'érigent en défenseurs du loup. Raymond-Francis Dubois et Michel Louis vont dans le même sens et avancent une implication humaine.

#### Des meneurs de loups
Famille en rupture de ban, les Chastel seraient des meneurs de loups. Ils auraient commis des meurtres par sadisme ou désir de justice privée. Selon Michel Louis, la protection d'un haut personnage — en l'occurrence Jean-François Charles de Molette, comte de Morangiès — expliquerait leur impunité. À l'été 1765, ils sont emprisonnés pour avoir menacé d'une arme deux gardes-chasses du roi, outrage passible des galères ; mais François Antoine donne l'ordre de les libérer après son départ. Comme précisé plus haut, même s'il s'agit d'autres membres du clan Chastel, les attaques cessent pendant leur emprisonnement.

#### Un soudain repentir
Michel Louis suppose que Jean Chastel se serait pris d'affection pour la jeune Marie Denty. La cruauté de son sort l'ayant bouleversé, il aurait assisté à l'inhumation par repentir. Mais l'examen des registres paroissiaux de La Besseyre-Saint-Mary révèle que le 3 mai 1767, deux semaines avant la fin tragique de Marie Denty, Jean Chastel signe l'acte de sépulture d'une jeune femme décédée de mort naturelle. Sa signature apparaît aussi sur plusieurs actes de baptême ou de mariage tout au long de l'année 1767. Sa présence à l'église le 17 mai, qui ne présente rien d'exceptionnel, ne traduit donc pas un soudain retour à la foi dicté par le remords d'avoir protégé une créature devenue incontrôlable. Président de l'association Au pays de la bête du Gévaudan, auteur de plusieurs ouvrages sur le sujet et fondateur de la Gazette de la Bête, Bernard Soulier souligne également le caractère courant d'actes signés par Jean Chastel.

#### Des médailles miraculeuses
L'abbé Pierre Pourcher (1831-1915) rapporte ces paroles, qu'aurait prononcées Jean Chastel en faisant bénir des balles de plomb fondu : « Mon fusil et moi nous sommes impuissants, mais avec votre bénédiction nous pourrions bien faire quelque chose »,. Cependant Félix Buffière, Guy Crouzet et Bernard Soulier objectent que les archives du XVIIIe siècle n'évoquent nullement des faits rapportés à l'ecclésiastique, à la fin du XIXe siècle, par une tante religieuse qui entretenait une tradition orale édifiante,,.
De plus, Guy Crouzet met en évidence une invention dont Henri Pourrat agrémente son roman Histoire fidèle de la bête en Gévaudan (1946). Les balles de plomb que Jean Chastel aurait fondues à partir des médailles de la Vierge qu'il portait à son chapeau, puis fait bénir lors d'un pèlerinage en Margeride, relèvent de la légende. L'anecdote est reprise telle quelle par Gérard Ménatory et Raymond Francis Dubois.

## Œuvres de fiction
Jean Chastel est incarné à l'écran par :
- Charles Moulin dans le téléfilm La Bête du Gévaudan de 1967, premier de la série Le Tribunal de l'impossible ;
- Philippe Nahon dans le film Le Pacte des loups de Christophe Gans, sorti en 2001 — il est présenté comme un guérisseur ;
- Jean-François Stévenin dans le téléfilm La Bête du Gévaudan de Patrick Volson, diffusé en 2003 — tisserand dans une ferme près de Saugues, il suscite l'hostilité de villageois supersitieux mais cupides qui veulent s'approprier ses terres.

Il apparaît dans les romans La Bête du Gévaudan de José Féron Romano et La Bête de Catherine Hermary-Vieille.